# Condado de Coffee (Geórgia)
O Condado de Coffee é um dos 159 condados do Estado americano de Geórgia. A sede do condado é Douglas, e sua maior cidade é Douglas. O condado possui uma área de 1 561 km², uma população de 37 413 habitantes, e uma densidade populacional de 24 hab/km² (segundo o censo nacional de 2000). O condado foi fundado em 9 de fevereiro de 1804.